# Ferdinand Daučík
Ferdinand Daučík (* 30. Mai 1910 in Ipolské Šiahy, Österreich-Ungarn; † 14. November 1986 in Alcalá de Henares, Spanien) war ein slowakischer Fußballspieler und -trainer, der für die  Tschechoslowakei und einmal für die Slowakei gespielt hat. Er war besonders Anfang der 1950er Jahre mit der Mannschaft des FC Barcelona erfolgreich. Daučík saß in 488 Spielen in der spanischen La Liga auf der Trainerbank, vor ihm sind nur Luis Aragonés (757 Spiele) und Miguel Muñoz.

## Spielerkarriere
Ferdinand Daučík spielte in seiner Jugend für Šahy. 1927 wechselte der Abwehrspieler zum KFC Komárno, 1930 zum I.ČsŠK Bratislava. Von 1934 bis 1941 spielte Daučík für Slavia Prag, mit dem er 1935 und 1937 Tschechoslowakischer Meister wurde und 1938 den Mitropapokal gewann. 1942 kehrte er zurück zum ŠK Bratislava, bei dem er 1945 seine Karriere beendete.
Daučík war erst der dritte Slowake, der in der Tschechoslowakischen Nationalmannschaft spielte. Zwischen 1931 und 1938 repräsentierte er die Tschechoslowakei 15 Mal und nahm dabei auch an der Weltmeisterschaft 1938 in Frankreich teil. Als die Tschechoslowakei 1934 in Italien Vizeweltmeister wurde, stand Daučík zwar im Kader, kam aber nicht zum Einsatz.

### Erfolge
- Tschechoslowakischer Meister: 1934/35, 1936/37
- Mitropapokalsieger: 1938
- Vizeweltmeister: 1938 (3 Einsätze)

## Trainerkarriere
Daučík trainierte 1945/46, 1946/47 und erneut 1948 ŠK Bratislava. In diesem Jahr war er auch für zwei Spiele Trainer der Tschechoslowakischen Nationalmannschaft. In dieser Zeit wurde er kurzzeitig verhaftet. Nach der Haftentlassung emigrierte er nach Spanien, wo er eine Mannschaft namens Hungaria trainierte, die sich aus politischen Flüchtlingen aus osteuropäischen kommunistischen Ländern zusammensetzte. In dieser Mannschaft spielte auch sein Schwiegersohn László Kubala, der Daučíks Tochter Anna Viola 1947 geheiratet hatte.
Hungaria trat in Spanien zu einer Reihe von Freundschaftsspielen an, unter anderem gegen Real Madrid und Espanyol Barcelona. Während dieser Spiele wurde Kubala von Josep Samitier, dem damaligen Chefscout des FC Barcelona entdeckt. Kubala bekam vom FC Barcelona ein Vertragsangebot und Ferdinand Daučík wurde Trainer der Mannschaft. Daučík holte mit dem FC Barcelona acht Titel in vier Jahren, darunter das Double 1952 und 1953. Nachdem er sich mit einigen Spielern zerstritten hatte, verließ er den Klub 1954.
Bis 1957 trainierte er Athletic Bilbao, mit dem er 1955 den spanischen Pokal und 1956 das Double gewann.
1957 bis 1959 war Daučík Trainer bei Atlético Madrid, mit dem er 1959 Vizemeister wurde. 1959/60 trainierte er den FC Porto. Anschließend kehrte Daučík wieder nach Spanien zurück und trainierte Betis Sevilla (1960 bis 1963), Real Murcia (1963/64), FC Sevilla (1964/65), Real Saragossa (1965 bis 1967), Elche CF (1967/68) und Espanyol Barcelona (1970/71). 1968 trainierte er die Toronto Falcons in der US-amerikanischen Profiliga NASL. Für die Falcons spielte in jener Saison auch Daučíks Sohn Yanko Daučík, sein Schwiegersohn László Kubala sowie dessen Sohn Branko Kubala.

### Erfolge
- Spanischer Meister: 1952, 1953, 1956
- Coupe Latine: 1952
- Copa del Generalísimo: 1951, 1952, 1953, 1955, 1956, 1966
- Copa Eva Duarte: 1952, 1953